# 822
822 (DCCCXXII, na numeração romana) foi um ano comum do século IX, do Calendário Juliano, da Era de Cristo, teve início a uma quarta-feira e terminou também a uma quarta-feira, e a sua letra dominical foi E.
| Ano completo                        |
| ----------------------------------- |
| Ano comum com início à quarta-feira |

## Eventos
- O governante muçulmano na Espanha, Abderramão II interrompe o avanço ao sul do rei Alfonso II e força os francos de volta à Catalunha.[1]

## Nascimentos
- Mutavaquil, califa muçulmano (m. 861)[2]
- Minamoto no Tōru, poeta japonês (m. 895) [3]

## Mortes
- Uaquidi - historiador árabe.[4]
- Eigilo de Fulda, abade da Baviera[5]
- Tair ibne Huceine, fundador da dinastia Taírida[6]